# دیکا تووا
دیکا تووا (انگلیسی: Dika Toua؛ زادهٔ ۲۳ ژوئن ۱۹۸۴) وزنه‌بردار زن اهل پاپوآ گینه نو است که در بازی‌های پاسیفیک، و بازی‌های کشورهای همسود، مسابقات قهرمانی اقیانوسیه و بازی‌های پاسیفیک کوچک در مجموع برندهٔ ۱۷ مدال طلا، ۲ مدال نقره شده‌است.

## نتایج مهم
| سال                                   | ورزشگاه                               | وزن                                   | بکضرب (ک‌گ)                            | بکضرب (ک‌گ)                            | بکضرب (ک‌گ)                            | بکضرب (ک‌گ)                            | دوضرب (ک‌گ)                            | دوضرب (ک‌گ)                            | دوضرب (ک‌گ)                            | دوضرب (ک‌گ)                            | مجموع                                 | رتبه                                  |
| سال                                   | ورزشگاه                               | وزن                                   | ۱                                     | ۲                                     | ۳                                     | رتبه                                  | ۱                                     | ۲                                     | ۳                                     | رتبه                                  | مجموع                                 | رتبه                                  |
| وزنه‌برداری در بازی‌های المپیک تابستانی | وزنه‌برداری در بازی‌های المپیک تابستانی | وزنه‌برداری در بازی‌های المپیک تابستانی | وزنه‌برداری در بازی‌های المپیک تابستانی | وزنه‌برداری در بازی‌های المپیک تابستانی | وزنه‌برداری در بازی‌های المپیک تابستانی | وزنه‌برداری در بازی‌های المپیک تابستانی | وزنه‌برداری در بازی‌های المپیک تابستانی | وزنه‌برداری در بازی‌های المپیک تابستانی | وزنه‌برداری در بازی‌های المپیک تابستانی | وزنه‌برداری در بازی‌های المپیک تابستانی | وزنه‌برداری در بازی‌های المپیک تابستانی | وزنه‌برداری در بازی‌های المپیک تابستانی |
| ------------------------------------- | ------------------------------------- | ------------------------------------- | ------------------------------------- | ------------------------------------- | ------------------------------------- | ------------------------------------- | ------------------------------------- | ------------------------------------- | ------------------------------------- | ------------------------------------- | ------------------------------------- | ------------------------------------- |
| ۲۰۰۰                                  | سیدنی, استرالیا                       | 48 ک‌گ                                 | 45                                    | ۴۵                                    | ۵۰                                    | ۱۰                                    | ۶۲٫۵                                  | ۶۷٫۵                                  | ۷۲٫۵                                  | ۱۰                                    | ۱۱۷٫۵                                 | ۱۰                                    |
| ۲۰۰۴                                  | آتن, یونان                            | 53 ک‌گ                                 | ۷۰                                    | ۷۵                                    | ۸۰                                    | ۷                                     | ۹۲٫۵                                  | ۹۷٫۵                                  | ۱۰۲٫۵                                 | ۶                                     | ۱۷۷٫۵                                 | ۶                                     |
| ۲۰۰۸                                  | پکن, چین                              | 53 ک‌گ                                 | ۷۷                                    | ۷۷                                    | ۸۰                                    | ۷                                     | ۱۰۴                                   | ۱۰۸                                   | ۱۰۸                                   | ۶                                     | ۱۸۴                                   | ۷                                     |
| ۲۰۱۲                                  | لندن, بریتانیای کبیر                  | 53 ک‌گ                                 | ۷۵                                    | ۷۹                                    | ۷۹                                    | ۱۲                                    | ۹۵                                    | ۱۰۰                                   | ۱۰۰                                   | ۱۲                                    | ۱۷۴                                   | ۱۲                                    |
| مسابقات قهرمانی وزنه‌برداری جهان       |                                       |                                       |                                       |                                       |                                       |                                       |                                       |                                       |                                       |                                       |                                       |                                       |
| ۲۰۰۳                                  | ونکوور, کانادا                        | 53 ک‌گ                                 | ۶۵                                    | ۷۰                                    | ۷۲٫۵                                  | ۲۱                                    | ۸۷٫۵                                  | ۹۲٫۵                                  | ۹۵                                    | ۲۱                                    | ۱۶۲٫۵                                 | ۲۱                                    |
| ۲۰۰۵                                  | دوحه, قطر                             | 53 kg                                 | ۷۷                                    | ۷۹                                    | ۸۳                                    | ۹                                     | ۱۰۵                                   | ۱۰۵                                   | ۱۰۵                                   | --                                    | --                                    | --                                    |
| ۲۰۰۷                                  | سانتو دومینگو, جمهوری دومینیکن        | 53 ک‌گ                                 | ۷۴                                    | ۷۸                                    | ۷۸                                    | ۳۰                                    | ۹۶                                    | ۱۰۱                                   | ۱۰۱                                   | ۱۸                                    | ۱۷۵                                   | ۲۲                                    |
| ۲۰۱۵                                  | هیوستون, ایالات متحده آمریکا          | 53 ک‌گ                                 | ۷۶                                    | ۸۰                                    | ۸۰                                    | ۲۲                                    | ۱۰۳                                   | ۱۰۶                                   | ۱۰۹                                   | ۲۰                                    | ۱۸۳                                   | ۲۰                                    |